# Guruvalli, Tirthahalli
Guruvalli là một làng thuộc tehsil Tirthahalli, huyện Shimoga, bang Karnataka, Ấn Độ.